# Horní Branná (zámek)
Zámek Horní Branná (také označován jako tvrz) stojí v centru obce Horní Branná. Nedaleko prochází červeně značená turistická trasa pokračující směrem na Martinice v Krkonoších. Je chráněn jako kulturní památka České republiky.

## Historie
Renesanční tvrz či zámek nechal v roce 1582 postavit Zdeněk z Valdštejna, ale dostavbu provedla až jeho manželka Marie z Martinic. Zámek představoval vrchol stavitelského umění své doby. Následně panství převzal Vilém z Valdštejna a v roce 1594 Adam, Vok a Heník z Valdštejna. Adam postupně jednotlivé části panství odkoupil a stal se jediným majitelem. V roce 1606 panství odkoupil Václav Záruba z Hustířan, za nějž zde před svým odchodem do exilu pobýval Jan Amos Komenský. V roce 1621 bylo Zárubům panství zkonfiskováno a získal jej Albrecht z Valdštejna. Ten jej v roce 1632 daroval hraběti Otovi Bedřichovi z Harrachu.
Během třicetileté války utrpěl zámek i s městem rozsáhlé škody. Po uzavření míru prošel rekonstrukcí, při níž bylo obnoveno jen první patro. Jelikož byl tehdejší majitel panství Ferdinand Bonaventura nezletilý, řídil ho za něj kardinál Arnošt Vojtěch z Harrachu. V držení Harrachů zůstal do roku 1945, kdy byl Janu Nepomuku Antonínu na základě Benešových dekretů zkonfiskován a získalo je ředitelství státních lesů a statku v Praze. V roce 1954 přešel do správy MNV, který v roce 1960 provedl rozsáhlou rekonstrukci. Od roku 1989 je ve vlastnictví obce. Dnes je v něm umístěn Památník Jana Amose Komenského.